# Рассел, Конрад
Конрад Себастьян Роберт Рассел, 5-й граф Рассел (англ. Conrad Sebastian Robert Russell, 5th Earl Russell; 15 апреля 1937, Хартинг, Великобритания — 14 октября 2004, Лондон) — британский историк и политик.
Конрад Рассел родился 15 апреля 1937 года в семье британского философа, математика Бертрана Рассела. Мать Конрада была третьей женой его отца. Также он является правнуком лорда Джона Рассела,  премьер-министра Великобритании. Образование получил в Итонском колледже.
Он участвовал во всеобщих выборах 1966 года в качестве кандидата лейбористов в округе  Южного Паддингтона, но не смог получить место. В 1987 году в связи со смертью сводного брата Джона Конрада Рассела получил титул 5-го графа Рассела. Вскоре после сформирования партии в результате объединения Либеральной партии  и Социал-демократической партии стал первым парламентарием, получившим место в парламенте в качестве либерального демократа.
Большая часть работ Конрада Рассела посвящена британской истории XVII века. К. Рассел является лидером «ревизионистского» направления, подвергшего критике либеральную и марксистскую концепции Английской революции.

## Работы
- Кризис Парламентов: английская история 1509–1660
- Происхождение английской гражданской войны
- Парламентарии и британские политики
- Нереволюционная Англия
- Падение британских монархов